# Білоусівка (Вознесенський район)

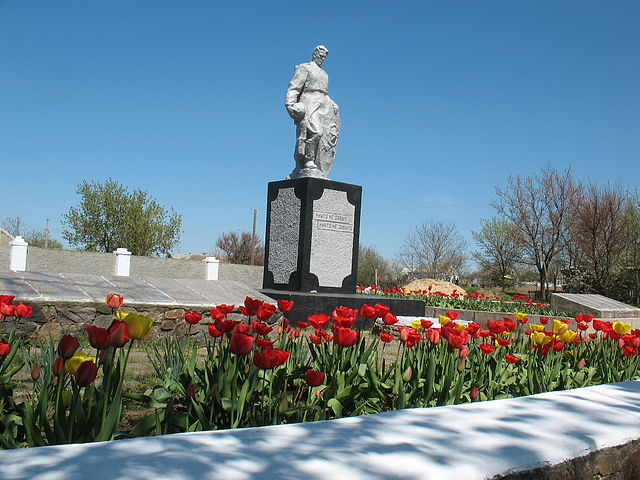
Пам'ятник загиблим воїнам в с. Білоусівці

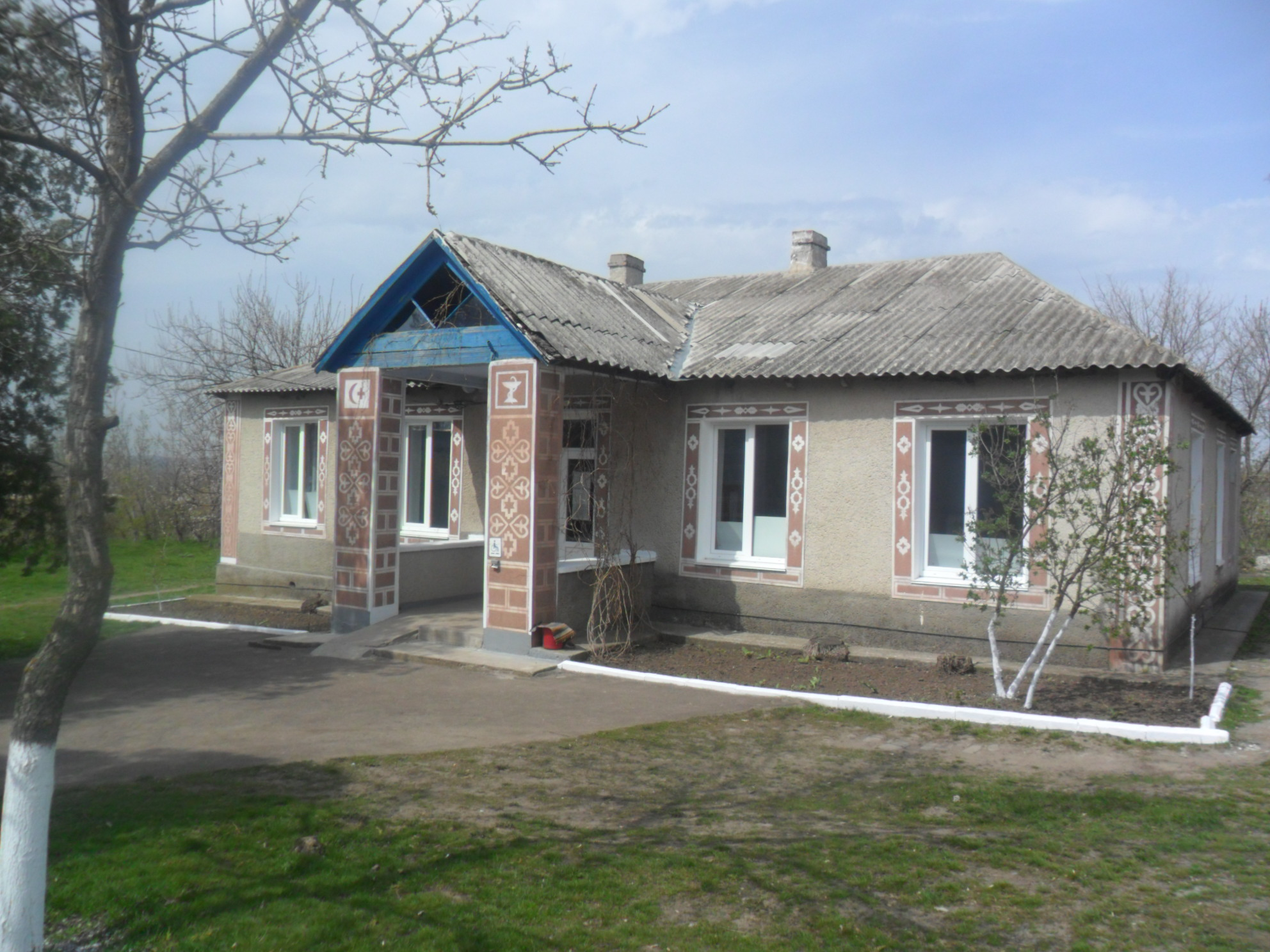
Білоусівський ФАП

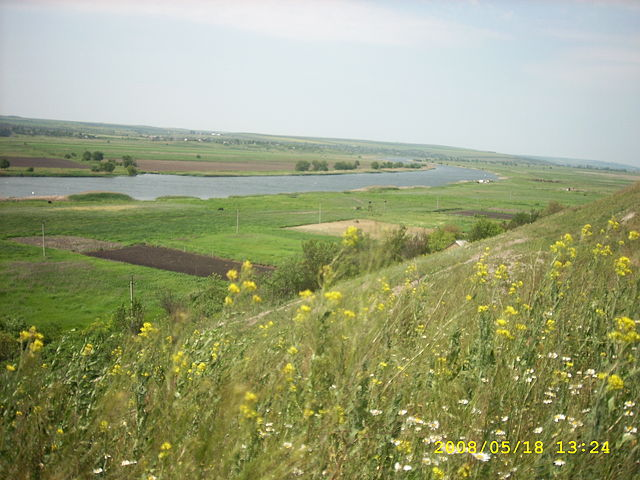
Річка Південний Буг у с. Білоусівці

Білоу́сівка — село в Україні, у Дорошівській сільській громаді Вознесенського району Миколаївської області. Населення становить 300 осіб. До 2016 року орган місцевого самоврядування — Білоусівська сільська рада.

## Історія
Село Білоусівка веде відлік свого життя з 1745 року, коли тут поселився козак Білоус, від цього й назва — Білоусівська станиця. Село поступово розрослося за рахунок втікачів з Росії, а також козаків. В 1797 році Білоусівська станиця входила до Бузького козацького полку, управління якого містилося в Соколах (сучасне місто Вознесенськ).
Бузькі козаки брали активну участь у російсько-турецькій війні (1787—1792), штурмували Очаків та Кінбурн. Білоусівка входила в прикордонну смугу. Під час штурму Ізмаїла на території Білоусівки перебував лазарет. Тут знайдено поховання, серед яких був фронтовий бронзовий жетон солдата з написом: «Лейбгвардії Ізмаїловського полку, 9 рота, № 160».
В 1835 році в селі засновано церкву, яка володіла 99 десятинами землі. Дворів тоді було 130, чоловічої статі — 419, жіночої — 300. В 1857 році в селі було всього землі 6869 десятин і 1042 саженя. В тому числі рільної — 4554 десятин 705 сажень, сінокосу — 59 десятин і 1850 сажень. Решта під будівлями, городами і садами.
Станом на 1886 рік у колишньому державному селі Щербанівської волості мешкало 1492 особи, налічувалось 320 дворів, існували православна церква, земська станція, лавка. Згідно з переписом 1897 року в Білоусівці жило 2400 душ. За даними на 1859 рік у південному поселенні Єлизаветградського повіту Херсонської губернії мешкало 575 осіб (282 чоловік та 293 жінки), налічувалось 84 дворових господарства, існував православний молитовний будинок
В 1883 році заснована однокласна церковно-приходська школа.
Мешканці Білоусівки брали активну участь в революційних подіях. Ще на початку 1918 року в Білоусівці вперше створено сільську раду. У листопаді 1929 року організовано колгосп імені А.Марті, пізніше було утворено ще два колгоспи: ім. Димитрова і ім. Урсулова (пізніше перейменовано в колгосп ім. Шмідта). В 1934 році в селі створено МТС, першим директором якої був Марченко. Тоді ж за ініціативою політвідділу було побудовано клуб на 600 місць. У 1962 році почали перебудовувати цей клуб у Будинок культури і закінчили перебудову в 1965 році.
Тяжкі роки пережила Білоусівка під час Другої світової війни: пожежі, руйнування, окупація. Річка Південний Буг стала кордоном між Румунією і Німеччиною. Хто втік у Дмитрівку — це в Румунію — той мав більше можливостей на врятування. У роки окупації колгоспи були розграбовані, на їх місці німецька адміністрація створили земельні громади для зручності експлуатації населення.
В кінці 1941 року була створена підпільна антифашистська група, проте на початку 1943 року її викрили. 17 жителів було насильно вивезено на примусові роботи до Німеччини. У важких боях протягом 1941—1945 років загинуло 244 вихідця з села Білоусівки. Серед них Герой Радянського Союзу Фолкуян-Самбуров І. М., який 5 жовтня 1943 року загинув смертю хоробрих і йому присвоєно звання Героя Радянського Союзу. Подвиг здійснив житель села Дем'ян Вижул зі своїм другом Володимиром Моспаном. 28 грудня 1941 року моряки-чорноморці, лейтенанти, були висаджені із підводного човна Щ-203, запалили маяк на скелі Ельчан-Кая, що знаходиться неподалік від Феодосії — в ту пору зайнятий гітлерівцями. Герої загинули в бою з фашистами, проте запалений ними маяк добре послужив радянським кораблям під час висадки десантів.
Після звільнення село мало жахливий вигляд. Колгоспи зруйновані, повоєнна відбудова йшла великими зусиллями. В 1952 році всі три колгоспи об'єдналися в один — ім. Димитрова, на базі МТС відкрився авторемонтний завод, де ремонтували автомобілі зі всієї області, а в 80-90 роки ХХ століття кормороздатчики для господарських підприємств.
За роки 1953—1962 рр. збудовано п'ять типових корівників, чотири свинарники, три електростанції, амбри. Виросли цілі квартали житлових будинків. За ці роки побудовано 214 будинків. В 1962 році колгосп мав прибуток 776 тисяч карбованців. Колгосп був володар не лише просторих полів, великої рогатої худоби, отар овець, а й могутньої техніки: 24 трактори, 14 автомашин, 17 комбайнів.
В 70-80 роки в селі бурлило життя. Виріс двохповерхових гарний будинок, де розмістились сільська Рада та пошта. У Будинку культури працювали різні гуртки. Кердивар Світлана Іванівна була неодноразовим лауреатом обласних конкурсів з вокалу. В 1983 році школа відмітила 100-річний ювілей з існування освіти в селі Білоусівці. В 1992 році колгосп імені Димитрова реорганізований в КСП «Білоусівське». Розпайовано землі 5600 га, видано 535 сертифікатів.

## Населення

### Мова
Розподіл населення за рідною мовою за даними перепису 2001 року:
| Мова            | Кількість | Відсоток |
| --------------- | --------- | -------- |
| українська      | 1164      | 91.37%   |
| російська       | 86        | 6.75%    |
| румунська       | 19        | 1.49%    |
| ромська         | 1         | 0.08%    |
| болгарська      | 1         | 0.08%    |
| польська        | 1         | 0.08%    |
| інші/не вказали | 2         | 0.15%    |
| Усього          | 1274      | 100%     |

## Білоусівська школа
Білоусівська загальноосвітня школа I—III ступенів — навчальний заклад у селі.
- 1883 — відкрита однокласна земська школа, а в 1884 році було побудовано нове приміщення.
- 1927 — відкрилася перша в районі школа ІІ ступеня. Після революції школа стала чотирьох класною. Цього ж року, школа перейшла на семерічне навчання.
- 1935 — школа стала середньою.
- 1941 — добудовано нове приміщення.[4]

### Гуртки та секції
Для розвитку і вдосконалення учнів у школі діють гуртки та секції:
- Художньо-естетичний.

### Сучасність
У 8 класах школи навчається 70 учнів, у школі викладають англійську мову.[коли?]

### Педагогічний колектив
Педагогічний колектив складається з 21 педагога.[коли?]
Директори
- Чопик Калист Кіндратович
- Лебідь Андріян Якович
- Педь Віктор Данилович
- Богдан Ірина Борисівна